# نات بيك
نات بيك (بالإنجليزية: Nat Peck)‏ هو عازف جاز أمريكي، ولد في 13 يناير 1925 في نيويورك في الولايات المتحدة، وتوفي في 24 أكتوبر 2015 في لندن في المملكة المتحدة.

## وصلات خارجية
- نات بيك على موقع IMDb (الإنجليزية)
- نات بيك على موقع ميوزك برينز (الإنجليزية)
- نات بيك على موقع أول ميوزيك (الإنجليزية)
- نات بيك على موقع ديسكوغز (الإنجليزية)